# Nososticta atrocyana
Nososticta atrocyana är en trollsländeart som först beskrevs av Maurits Anne Lieftinck 1960.  Nososticta atrocyana ingår i släktet Nososticta och familjen Protoneuridae. Inga underarter finns listade i Catalogue of Life.